# Argia carlcooki
Argia carlcooki är en trollsländeart som beskrevs av Daigle 1995. Argia carlcooki ingår i släktet Argia och familjen dammflicksländor. Inga underarter finns listade i Catalogue of Life.